# 南恩英
南恩英（韓語：남은영，1970年3月20日—），韩国女子手球运动员。她曾代表韩国国家队参加1992年夏季奥林匹克运动会手球比赛，获得一枚金牌。她也曾参加1994年亚洲运动会。